# Wijken en buurten in Renkum
De Nederlandse gemeente Renkum is voor statistische doeleinden onderverdeeld in wijken en buurten. De gemeente is verdeeld in de volgende statistische wijken:
- Wijk 00 Renkum (CBS-wijkcode:027400)
- Wijk 01 Oosterbeek (CBS-wijkcode:027401)
- Wijk 02 Doorwerth (CBS-wijkcode:027402)

Een statistische wijk kan bestaan uit meerdere buurten. Onderstaande tabel geeft de buurtindeling met kentallen volgens het Centraal Bureau voor de Statistiek (2008):
| CBS-buurtcode | Buurtnaam                               | Inwonertal | Opp. totaal (ha) | Opp. land (ha) | Ligging                |
| ------------- | --------------------------------------- | ---------- | ---------------- | -------------- | ---------------------- |
| BU02740000    | Renkum-Zuid                             | 5450       | 259              | 243            | Locatie in de gemeente |
| BU02740001    | Renkum-Noord                            | 4190       | 126              | 126            | Locatie in de gemeente |
| BU02740002    | Heelsum                                 | 3460       | 180              | 180            | Locatie in de gemeente |
| BU02740006    | Verspreide huizen Renkumse Heide        | 80         | 655              | 655            | Locatie in de gemeente |
| BU02740007    | Verspreide huizen Keijenbergseweg       | 60         | 485              | 485            | Locatie in de gemeente |
| BU02740100    | Oosterbeek ten zuiden van Utrechtseweg  | 5500       | 258              | 258            | Locatie in de gemeente |
| BU02740101    | Oosterbeek ten noorden van Utrechtseweg | 5220       | 216              | 216            | Locatie in de gemeente |
| BU02740106    | Verspreide huizen Dreijen               | 160        | 121              | 121            | Locatie in de gemeente |
| BU02740107    | Verspreide huizen De Bilderberg         | 20         | 115              | 115            | Locatie in de gemeente |
| BU02740108    | Verspreide huizen De Oorsprong          | 10         | 97               | 97             | Locatie in de gemeente |
| BU02740109    | Verspreide huizen Rosandepolder         | 90         | 213              | 172            | Locatie in de gemeente |
| BU02740200    | Heveadorp                               | 810        | 52               | 46             | Locatie in de gemeente |
| BU02740201    | Wolfheze                                | 1530       | 219              | 219            | Locatie in de gemeente |
| BU02740202    | Doorwerth                               | 4180       | 102              | 102            | Locatie in de gemeente |
| BU02740203    | Kievitsdel                              | 440        | 48               | 48             | Locatie in de gemeente |
| BU02740204    | Verspreide huizen Reyerscamp            | 180        | 386              | 386            | Locatie in de gemeente |
| BU02740205    | Verspreide huizen hotel Wolfheze        | 10         | 175              | 175            | Locatie in de gemeente |
| BU02740207    | Verspreide huizen Buunderkamp           | 30         | 155              | 155            | Locatie in de gemeente |
| BU02740208    | Verspreide huizen Doorwerthse bossen    | 260        | 553              | 553            | Locatie in de gemeente |
| BU02740209    | Verspreide huizen Doorwerthse waarden   | 20         | 297              | 248            | Locatie in de gemeente |